# Lima Maru
Lima Maru (りま丸)  foi um navio cargueiro japonês utilizado para transporte de tropas do  Exército imperial durante a Segunda Guerra Mundial. Foi torpedeado pelo submarino USS Snook, em 8 de fevereiro de 1944, no Mar da China Oriental, com grande perda de vidas.

## O Navio
O Lima Maru foi construído em 1919 e lançado no ano seguinte pela Mitsubishi Zosen Kaisha em Nagasáqui sob encomenda da companhia de navegação Nippon Yusen Kaisha, de Tóquio.
Possuía 135,6 metros de comprimento, 17,7 metros de largura, calado de 10,4 metros e uma tonelagem entre 6.989 e 7.375 GRT.

## Serviço
No mesmo ano de seu lançamento, empreendeu uma viagem a Nova Iorque, e, entre 1937 e 1939, foi requisitado algumas vezes pelo governo japonês para transporte de tropas  no esforço de guerra contra a China. Em setembro de 1941, foi novamente requisitado pelo  exército imperial, e, em dezembro, já com as hostilidades com os Estados Unidos em curso, participou da  invasão das Filipinas.
Em fevereiro de 1942, transportou soldados que participariam da  ocupação japonesa da Indonésia, em especial na captura de Palembang, na  Ilha de Sumatra (Operação L). Na ocasião, aviões da  RAF atacaram o comboio e afundaram o cargueiro Inabasan Maru e danificaram alguns outros. O Lima Maru escapou ileso.

## O afundamento
Às 12:30 de 7 de fevereiro de 1944, o Lima Maru, com 3.241 soldados a bordo  parte de  Moji, com destino a Takao, em um comboio denominado MOTA-02, com mais quinze embarcações .
No dia seguinte, na costa oeste de Kyushu, por volta das 22:00, o USS Snook torpedeia e afunda um dos cargueiros do comboio, o Shiranesan Maru, causando 135 baixas, e, às 22:20, 30 milhas a sudeste das Ilhas Goto, já no Mar da China Oriental, o mesmo submarino afunda o Lima Maru. Atingido por três torpedos no segundo porão a estibordo, perto da casa de máquinas e na popa, o navio afundou em três minutos na posição 31° 05' N 127° 31' E. 2.696 soldados, quatro passageiros, nove artilheiros e 56 tripulantes são mortos na ação, totalizando o número de baixas em 2.765 vítimas.

## References
1. 1 2  «Lima Maru (+1944)». Wrecksite. Consultado em 23 de dezembro de 2019
2. 1 2 3  «Convoy Mo-Ta-06 (モタ61船団)» (PDF). All Japan Seamen's Union. Consultado em 22 de dezembro de 2019
3. ↑  «Cronograma de perda de navios durante a Guerra do Pacífico - página 17 太平洋戦争時の喪失船舶明細表（汽船主体)» (PDF). Sunken Ships Record Association (戦没船を記録する会). Consultado em 22 de dezembro de 2019
4. 1 2 3 4 5  Hackett, Bob (2013–2016). «IJA Transport LIMA MARU:Tabular Record of Movement». www.combinedfleet.com. Consultado em 22 de dezembro de 2019